# Thư viện Quốc gia Hàn Quốc
Thư viện Quốc gia Hàn Quốc nằm ở Seoul, Hàn Quốc và được thành lập vào năm 1945. Nó chứa hơn 9,18 triệu quyển sách, bao gồm hơn 1.134.000 sách nước ngoài và một vài Kho báu quốc gia của Hàn Quốc.
Nó được di dời trong phạm vi thành phố Seoul, từ Sogong-dong, Jung-gu đến Namsan-dong vào năm 1974, và một lần nữa được dời đến vị trí hiện tại là Banpo-dong, Seocho-gu, vào năm 1988. Nó được chuyển từ Bộ Giáo dục sang Bộ Văn hóa vào năm 1991.

## Phương tiện công cộng

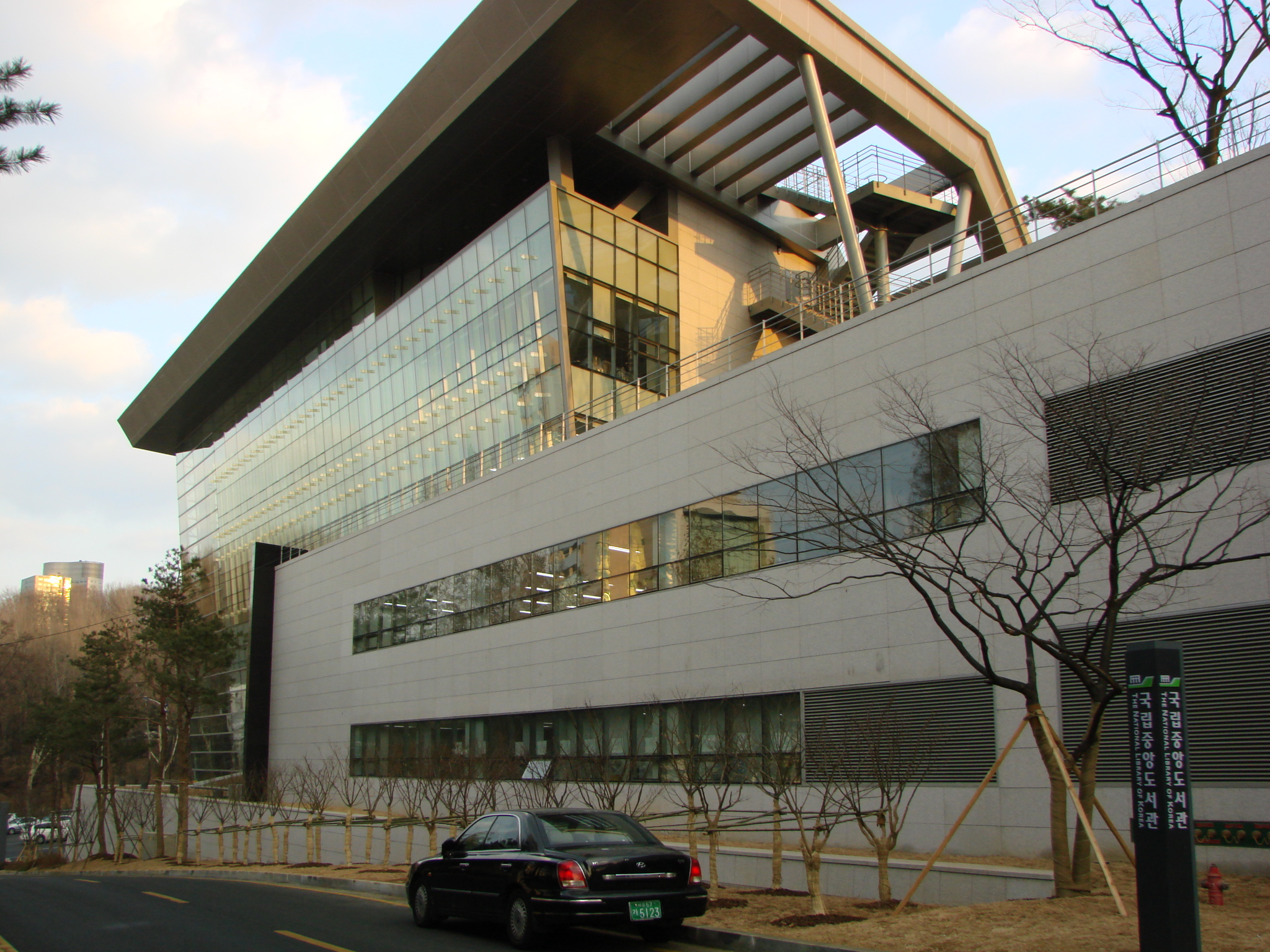
Bên ngoài của Thư viện Quốc gia Hàn Quốc

Thư viện được phục vụ bởi Tàu điện ngầm Seoul tuyến 3, 7 và 9 tất cả đều nối tại Ga xe buýt tốc hành. Đi theo lối thoát 5 từ ga tàu điện ngầm Bến xe buýt tốc hành ra khỏi tuyến 7. Bên phải phía trên cùng của lối thoát 5 rẽ trái và qua lối đi bộ. Tiếp tục dọc theo hướng đi bộ phía Nam, qua Thư viện kỹ thuật số Quốc gia Hàn Quốc. Thư viện Quốc gia Hàn Quốc nằm sau đó.
Thư viện còn được phục vụ bởi Tàu điện ngầm Seoul tuyến 2, Ga Seocho, lối thoát 6. Đi về phía Bắc từ lối thoát; thư viện sẽ nằm về phía bên trái của bạn.

## Liên kết
- Trang chính thức Lưu trữ ngày 4 tháng 6 năm 2013 tại Wayback Machine (tiếng Anh)